# 1009
| 1009               |
| ------------------ |
| Dødsfald - Fødsler |
|                    |

| Gregoriansk kalender | 1009 MIX                |
| Ab urbe condita      | 1762                    |
| Armensk kalender     | 458 ԹՎ ՆԾԸ              |
| Kinesiske kalender   | 3705 – 3706 戊申 – 己酉 |
| Etiopisk kalender    | 1001 – 1002             |
| Jødisk kalender      | 4769 – 4770             |
| Hindukalendere       |                         |
| - Vikram Samvat      | 1064 – 1065             |
| - Shaka Samvat       | 931 – 932               |
| - Kali Yuga          | 4110 – 4111             |
| Iransk kalender      | 387 – 388               |
| Islamisk kalender    | 399 – 400               |

Konge i Danmark: Svend Tveskæg 986/87-1014
Se også 1009 (tal)

## Begivenheder
- August – Under ledelse af Thorkild den Høje plyndrer vikinger i Sydengland.
- 27. september – Den arabiske kalif al-Hakim beordrer alle kirker og synagoger i Jerusalem brændt.

## Født
- Adele af Frankrig  fransk prinsesse, grevinde af Corbie og helgen (død 1079)